# 漢恰湖
54°16′N 22°49′E / 54.267°N 22.817°E

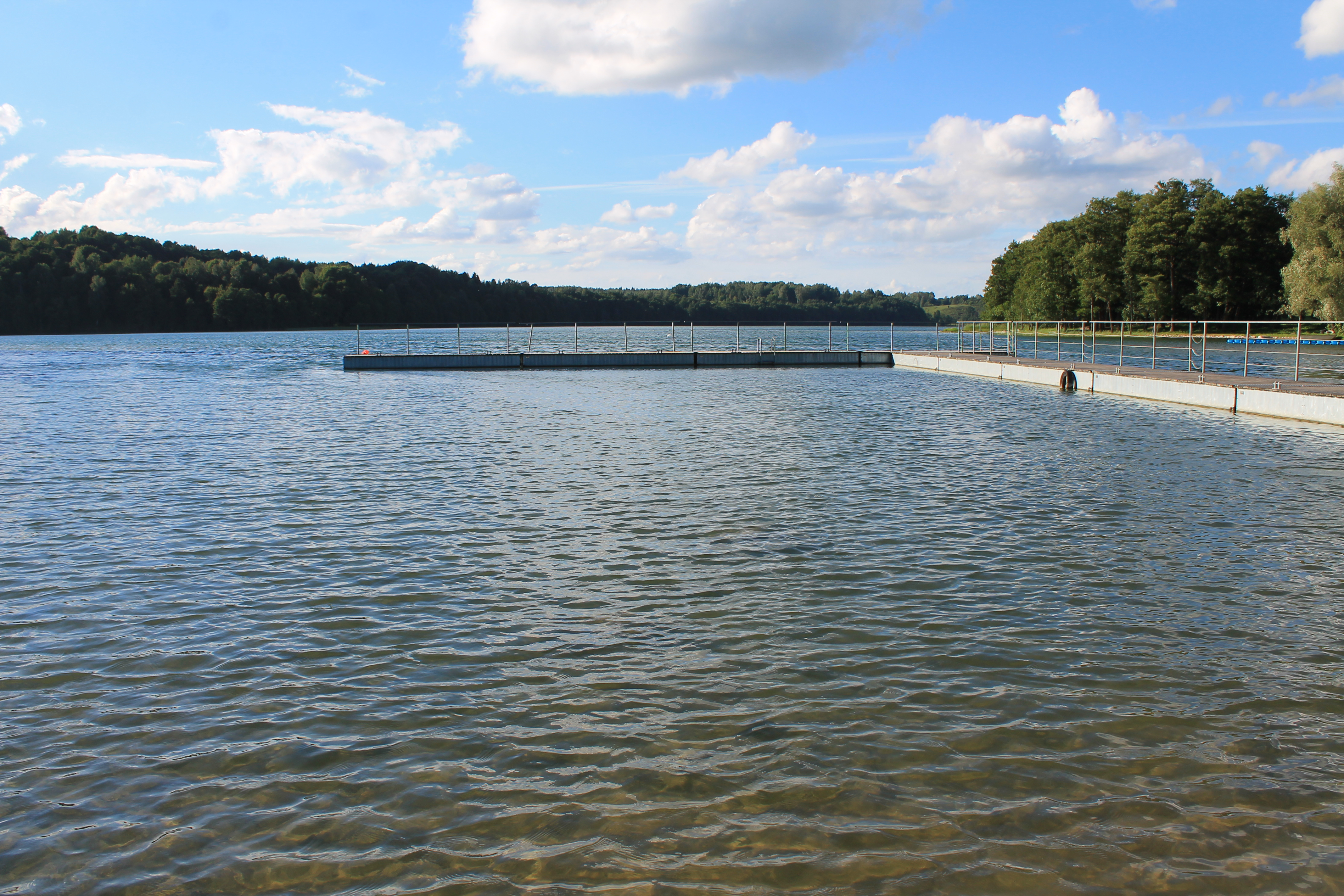
漢恰湖

漢恰湖（波蘭語：Hańcza）是波蘭的湖泊，位於該國東北部波德拉謝省，長4.5公里、寬1.2公里，面積3.11平方公里，海拔高度229米，平均水深38.7米，最大水深108.5米，蓄水量3.04立方公里。